# Dylan Nahi
Dylan Nahi (ur. 30 listopada 1999 w Paryżu) – francuski piłkarz ręczny, lewoskrzydłowy, od 2021 zawodnik Vive Kielce.

## Kariera sportowa
Treningi rozpoczął w Paris Sport Club, klubie z 20. dzielnicy Paryża. W 2015 trafił do PSG. W sierpniu 2015, mając 15 lat, zadebiutował w paryskim zespole podczas turnieju towarzyskiego w Strasbourgu. W sezonie 2016/2017 rozegrał we francuskiej ekstraklasie 12 meczów i zdobył cztery gole, a w Lidze Mistrzów wystąpił 12 razy, rzucając dwie bramki. W sezonie 2017/2018 rozegrał w lidze 24 spotkania i zdobył dziewięć goli, zaś w LM wystąpił w 14 meczach i rzucił cztery bramki. W marcu 2018 podpisał profesjonalny kontrakt z paryskim zespołem, obowiązujący do końca czerwca 2021.
W lipcu 2021 został zawodnikiem Vive Kielce, z którym podpisał czteroletni kontrakt (transfer ogłoszono w kwietniu 2019).
W 2016 zdobył złoty medal podczas mistrzostw Europy U-18 w Chorwacji, w których rozegrał siedem meczów i rzucił 15 bramek. W 2017 został mistrzem świata U-19 – w turnieju, który rozegrano w Gruzji, wystąpił w dziewięciu spotkaniach i zdobył 25 goli. W 2018 wywalczył srebrny medal mistrzostw Europy U-20 w Słowenii, w których w siedmiu meczach rzucił 21 bramek; ponadto został wybrany najlepszym lewoskrzydłowym turnieju.
W reprezentacji Francji zadebiutował 26 października 2017 w wygranym meczu z Polską (29:15), w którym rzucił pięć bramek.

## Sukcesy
Paris Saint-Germain
- Mistrzostwo Francji: 2016/2017, 2017/2018
- Puchar Francji: 2017/2018
- Puchar Ligi Francuskiej: 2016/2017, 2017/2018, 2018/2019

Reprezentacja Francji
- Mistrzostwo Europy U-18: 2016
- Mistrzostwo świata U-19: 2017
- 2. miejsce w mistrzostwach Europy U-20: 2018

Indywidualne
- Najlepszy lewoskrzydłowy mistrzostw Europy U-20: 2018[9]